# Luís Fernando da Prússia
Luís Fernando, Príncipe da Prússia (Louis Ferdinand Victor Eduard Adalbert Michael Hubertus Prinz von Preußen), (9 de novembro de 1907 - 26 de setembro de 1994) foi um membro da família Hohenzollern, pretendente ao trono abolido da Alemanha, um opositor fervente do partido nazista e promotor de artes.

## Primeiros anos
Luís Fernando nasceu em Potsdam no terceiro lugar da sucessão para o trono do Império Alemão a ser seguir ao seu pai e ao irmão mais velho. A monarquia foi abolida após a Revolução Alemã de 1918. Quando o irmão mais velho de Luís Fernando, o príncipe Guilherme, renunciou aos seus direitos à sucessão para se casar com uma plebeia em 1933, Luís tomou o seu lugar.
Luís Fernando foi educado em Berlim e desviado da tradição familiar de ter uma carreira militar. Em vez disso viajava extensivamente, chegando a viver por algum tempo em Detroit onde se tornou um bom amigo de Henry Ford e conheceu Franklin Delano Roosevelt, entre outros. Tinha um grande interesse por engenharia.

## Segunda Guerra Mundial
Quando foi chamado de volta para a Alemanha após o casamento do irmão, envolveu-se na indústria de aviação alemã, mas foi impedido por Adolf Hitler de ter qualquer participação nas atividades militares do exército. Luís desassociou-se dos nazistas depois disto. Embora não estivesse envolvido no golpe de 20 de julho contra Hitler em 1944, foi interrogado pela Gestapo imediatamente depois.

## Últimos anos e morte
Em 1951 morreu seu pai, o antigo príncipe herdeiro do Império Alemão. Ele foi chefe dos Hohenzollern desde 1941, quando o káiser Guilherme II (avô de Luís Fernando) morreu. Luís Fernando foi chefe da dinastia até 1994, quando morreu e foi sucedido por seu neto Jorge Frederico.
Após a reunificação da Alemanha, Luís Fernando conseguiu que os restos mortais de vários membros da sua família fossem enterrados no jazigo da família em Potsdam.

## Casamento
Casou-se com a grã-duquesa Kira Kyrillovna da Rússia em 1938, primeiro com uma cerimónia ortodoxa em Potsdam e depois uma luterana em Huis ten Doorn, Países Baixos. Kira era a segunda filha do grão-duque Cyril Vladimirovich e da princesa Vitória Melita de Saxe-Coburgo-Gota.
Luís Fernando e Kira eram primos em segundo grau, visto que o avô de Luís, Guilherme II, e a mãe de Kira, Vitória Melita, eram primos diretos (ambos netos da rainha Vitória). Além disso, o bisavô de Kira (pelo lado paterno) era o czar Alexandre II da Rússia, que era primo direto do bisavô de Luís Fernando, o imperador alemão Frederico III.
O casal teve quatro filhos e três filhas. Os dois filhos mais velhos renunciaram aos seus títulos para casar com plebeias. O seu terceiro filho e herdeiro, o príncipe Luís Fernando, morreu em 1977 durante manobras militares e, então, o seu filho de 18 anos, Jorge Frederico, tornou-se imediatamente guardador do trono.
- Frederico Guilherme da Prússia (n. 10 de fevereiro de 1939)
- Miguel da Prússia (22 de março de 1940 - 3 de abril de 2014)
- Marie-Cécile da Prússia (n. 28 de maio de 1942)
- Kira da Prússia (27 de junho de 1943 - 10 de janeiro de 2004)
- Luís Fernando da Prússia  (25 de agosto de 1944 - 11 de julho de 1977)
- Christian-Sigismund da Prússia (n. 14 de março de 1946)
- Xenia da Prússia (9 de dezembro de 1949 - 18 de janeiro de 1992)